# Trenes Argentinos Cargas
Trenes Argentinos Cargas (legamente Belgrano Cargas y Logística S.A.) es una empresa estatal perteneciente al Gobierno de Argentina y encargado del transporte ferroviario de cargas de dicho país. Integra Trenes Argentinos junto a otras empresas estatales del sector ferroviario.
Fue creada en mayo de 2013 por decreto de la entonces presidenta Cristina Fernández de Kirchner, para hacerse cargo de la explotación integral de la red carguera del Ferrocarril General Belgrano, hasta entonces concesionada a Belgrano Cargas SA. En junio se hizo cargo de las redes de carga de los ferrocarriles General Urquiza, General San Martín y una sección del Sarmiento, en reemplazo de la concesionaria ALL.
Sus accionistas son: Administración de Infraestructuras Ferroviarias S. A., Operadora Ferroviaria S.A. y la Agencia Nacional de Puertos y Navegación (ANPYN).
El 23 de octubre de 2024, el gobierno de Javier Milei anunció un proceso de privatización de la empresa. Según el vocero presidencial, Manuel Adorni, «se convierte en la primera privatización de una empresa ferroviaria desde que asumió la administración de Milei». Además, aseguraron que «todo lo que se pueda privatizar, se va a privatizar». El 8 de febrero de 2025, Milei firmó el decreto que inicia formalmente el proceso de privatización.

## Historia
En 2008 se originó una denuncia contra la empresa  privada que concesionaba el Belgrano Cargas  ya que no rendía cuentas de los 2000 millones de pesos recibidos en carácter de subsidios. La Sociedad Operativa Ferroviaria estaba integrada por SIDECO del Grupo Macri a través de Franco Macri, la aceitera china Sanhe Hopefull.
La Auditoría General de la Nación detectó buena parte de las irregularidades de la empresa privada comprobando que se habían rendido cuentas presentando facturas emitidas por proveedores que eran empleados de las propias empresas privadas que administraban en ese entonces el Belgrano Cargas.
Desde su creación a manos estatales cada año crecen las toneladas transportadas por la empresa. En 2020 tuvo una mejor performance que las empresas ferroviarias de carga privadas. Transporta principalmente productos de la agricultura o de la agroindustria.

### Historia a partir de BCYL
La creación de Belgrano Cargas y Logística es consecuencia de un decreto de 2008 que dispuso la terminación de la concesión que desde fines de la década de 1990 tenía la empresa Belgrano Cargas Sociedad Anónima sobre el Ferrocarril General Belgrano. La anterior, a su vez, entregó en 2006 el gerenciamiento a la Sociedad Operadora de Emergencia SA (SOESA), contrato cuya terminación dispuso el Ministerio del Interior y Transporte en febrero de 2013. Además de las instalaciones y el material rodante en poder de la anterior concesionaria, la nueva empresa se hizo cargo del personal antes empleado por Ferrocarril General Belgrano Sociedad Anónima —una empresa residual resultante de la privatización de Ferrocarriles Argentinos— y de los Talleres Ferroviarios de Tafí Viejo que administraba esta última.
En una conferencia de prensa, el ministro del Interior y Transporte Florencio Randazzo justificó la reestatización debido a la ineficiencia de los operadores privados y la necesidad de impulsar el desarrollo del transporte ferroviario: "Estamos convencidos de que las concesiones fueron un fracaso y no acompañan el proceso de crecimiento que necesita Argentina, sobre todo en materia logística para bajar costos y los productos nacionales sean más competitivos […]". En 2012 el secretario Ariel Franetovich denunció a la empresa por daños y perjuicios al patrimonio nacional. El control realizado a América Latina Logística reveló serias irregularidades en Córdoba, Corrientes, San Luis, San Juan, Mendoza y Entre Ríos. En 2012 la CNRT anunció que llevana a juicio a América Latina Logística por el deterioro de las vías.
La Comisión Nacional de Regulación del Transporte (CNRT) realizó un informe en el que se detallaba «es la empresa que peor cuida el mantenimiento y las condiciones de seguridad y cuenta con escaso personal idóneo abocado a las tareas». Según la CNRT es la empresa que más descarrillamientos tiene en promedio: unos 140 por año. En 2009 hubo 152 descarrilamientos, en los que se afirma que se levanta la carga y corren los vagones rotos, dejándolos en el lugar.
A comienzos de junio de 2013, el Estado argentino rescindió los contratos de concesión con la empresa brasileña América Latina Logística (ALL), recuperando para sí la administración de la totalidad de los Ferrocarril General Urquiza y General San Martín con exclusión de la zona urbana del Gran Buenos Aires, así como un pequeño sector del Ferrocarril Sarmiento que también formaba parte de la concesión de ALL.  motivada por los graves incumplimientos de la empresa concesionaria, que según la Auditoría General de la Nación "era la empresa que peor cuida el mantenimiento y las condiciones de seguridad y cuenta con escaso personal idóneo abocado a las tareas".

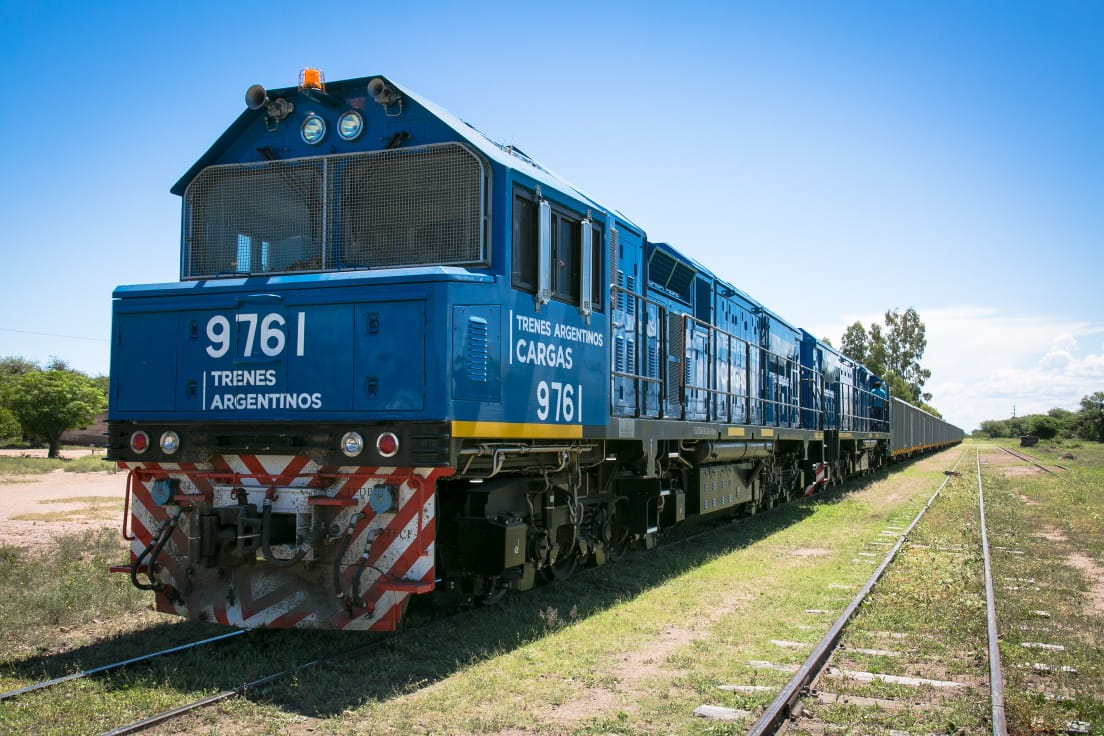
Locomotora CRRC Ziyang CDD6A1 de Trenes Argentinos

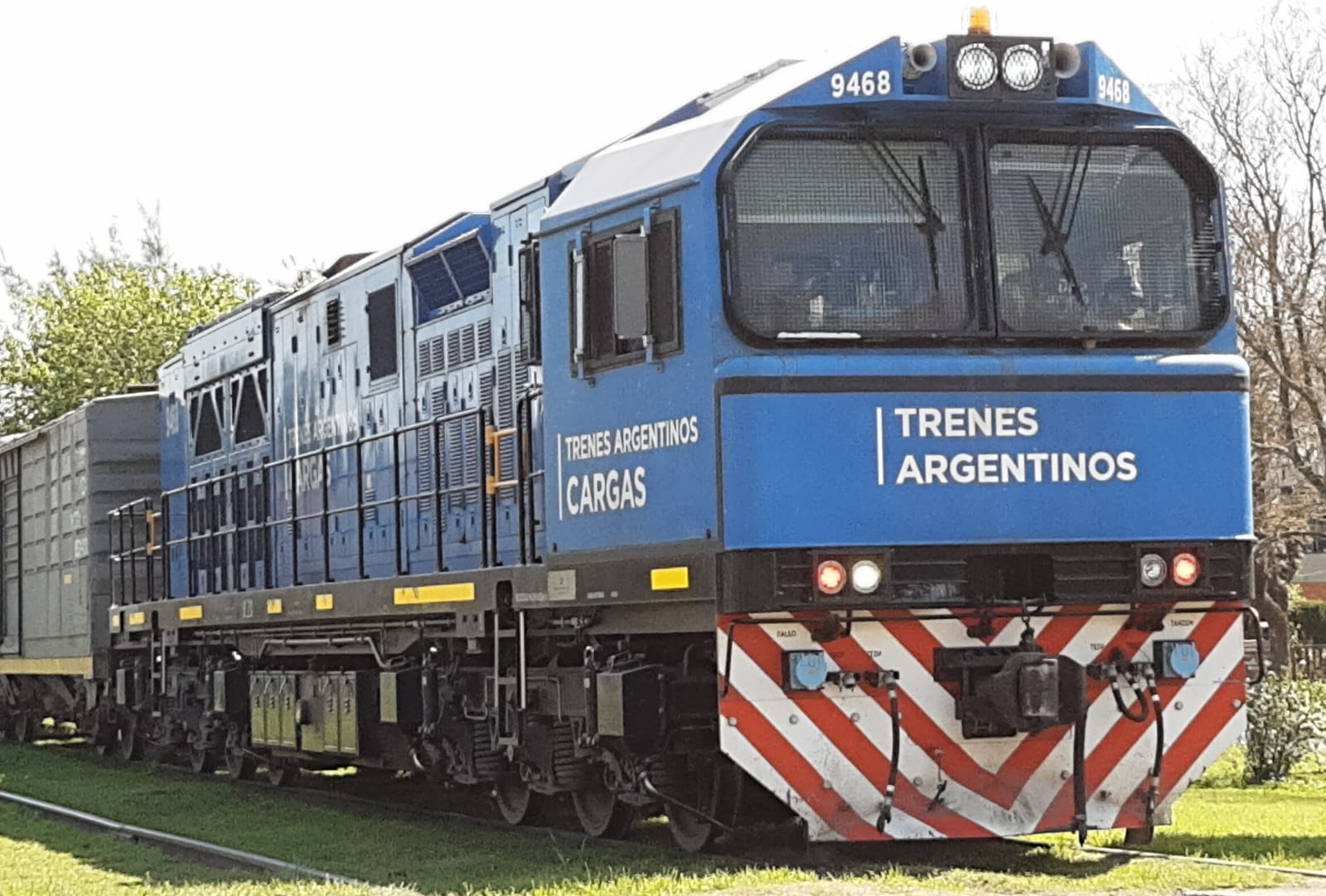
Locomotora CRRC Qishuyan CDD5A1 perteneciente a Trenes Argentinos Cargas, en el paso a nivel Elorza de la localidad de Funes.

La gestión integral de los mismos fue también encomendada a Belgrano Cargas y Logística, que es una sociedad anónima, cuyos principales accionistas son ADIF, SOFSE y AGP, todas sociedades del Estado.
Las tres líneas que tiene a cargo la empresa manejan 9344 km de vías que recorren 17 provincias, 88 locomotoras y 4650 vagones. De esa infraestructura gran parte, tras el fin de la concesión privada, estaba en mal estado y requería una inversión urgente.
En lo que hace a la infraestructura, desde mayo de 2013 se hicieron 400 kilómetros nuevos de vías y se repararon cerca de 400 vagones, con financiamiento aportado por el gobierno de Cristina Fernández de Kirchner. El 17 de octubre de 2015, llegaron los primeros 151 vagones del Ferrocarril Belgrano Cargas. En total, se compraron 3500 vagones de carga con el crédito otorgado a la República Popular China que incluían  Tolvas para cereal y carboneros para transportar el coque que requiere YPF.Entre otras, las intervenciones llevaron al reemplazo de rieles y durmientes con sus correspondientes fijaciones y tirafondos; junto con la colocación de piedra balasto. También se alinearán y nivelarán los sectores de vía a intervenir conjuntamente con la renovación de los pasos a nivel.
En 2015 Mauricio Macri anuncio el Plan Belgrano con el objetivo de renovar 1500 km de vías e incorporar material rodante.
En 2016 se la renombra Trenes Argentinos Cargas. En 2020 se inauguraron las obras de renovación de vías en la provincia de Salta, donde se completaron 255 kilómetros con mejoras de la infraestructura de los ramales C, C18, C8 y C12. se habían renovado 900 kilómetros de vías del Ferrocarril Belgrano en las provincias de Salta, Santiago del Estero, Tucumán, Chaco y Santa Fe, incorporándose a la flota de material rodante 40 nuevas locomotoras y 1000 vagones nuevos.

### Privatización
En 2024, con la aprobación de la Ley de Bases y Puntos de Partida para la Libertad de los Argentinos, la empresa ferroviaria fue sujeta a privatización. En octubre, el gobierno nacional anunció el comienzo de la privatización bajo un esquema de «Open Access», similar al modelo utilizado en rutas viales. Esto implica que las vías férreas pasarán a ser mantenidas por concesionarios privados, mientras que las operaciones sobre las vías estarán abiertas a la competencia.
El entonces Ministerio de Desregulación y Transformación del Estado, Federico Sturzenegger, explicó que este modelo busca que múltiples empresas, tanto nacionales como internacionales, puedan operar sus propias locomotoras o establecer nuevas compañías de transporte ferroviario. Según Sturzenegger, al permitir la libre competencia sobre las vías, se elimina tanto el control estatal como el monopolio de un único concesionario, lo que facilitaría la creación de nuevas empresas de transporte.
El concesionario será responsable de mantener las vías, garantizando su seguridad y fiabilidad, especialmente para evitar descarrilamientos, el proceso también implica desafíos logísticos: la redacción de pliegos, inventariado de activos, y la realización de licitaciones para las concesiones de las vías. Una vez adjudicadas, el sector privado deberá encargarse de las inversiones necesarias para la mejora de infraestructura, la adquisición de locomotoras y la creación de empresas de logística ferroviaria.

## Autoridades
| N.º | Presidente            | Partido | Partido               | Periodo                                      | Presidente                     |
| --- | --------------------- | ------- | --------------------- | -------------------------------------------- | ------------------------------ |
| 1   | Marcelo Bosch         |         | Independiente         | 21 de mayo de 2013 - 10 de diciembre de 2015 | Cristina Fernández de Kirchner |
| 2   | Ezequiel Lemos        |         | Propuesta Republicana | 17 de diciembre de 2015 - 2 de enero de 2020 | Mauricio Macri                 |
| 3   | Daniel Vispo          |         | Independiente         | 2 de enero de 2020 - 22 de marzo de 2024     | Alberto Fernández              |
| 4   | Sergio Gabriel Basich |         | Independiente         | 22 de marzo de 2024 - actualidad             | Javier Milei                   |

## Estadísticas
| Año  | Toneladas | Variación | Participación en el mercado |
| ---- | --------- | --------- | --------------------------- |
| 2024 | 7.387.366 | +3,2%     | 34,1%                       |
| 2023 | 7.157.536 | -15%      | 37%                         |
| 2022 | 8.418.271 | +5,2%     | 35%                         |
| 2021 | 8 000 000 | +30,1%    | 34%                         |
| 2020 | 6 146 039 | +15%      | 30%                         |
| 2019 | 5 347 446 | +19%      | 24,8%                       |
| 2018 | 4 494 243 | +49,5%    | 24%                         |
| 2017 | 3 005 344 | +18,0%    | 16%                         |
| 2016 | 2 546 728 | +0,8%     | 13,4%                       |
| 2015 | 2 526 255 | -19,9%    | 13,7%                       |
| 2014 | 3 155 301 | -23,5%    | 16,4%                       |
| 2013 | 4 126 969 | -17%      | 16,9%                       |

Nota: Solo se expone el periodo bajo administración estatal